# 柯纳·王尔德
柯纳·王尔德（Cornel Wilde；1912年10月13日—1989年10月16日）是一位匈牙利裔美国演员和电影制作人。王尔德于1935年在百老汇首次亮相，次年开始在电影中出演一些小角色。他在1940年代中期成名，并因1945年《一曲难忘》中的表演获奥斯卡最佳男主角奖提名。1950年代，他转型编剧、制作和导演电影。

## 生平
王尔德于1912年出生在匈牙利王国普里维耶（现属斯洛伐克），父母是犹太人。他本名为柯纳·拉约什·魏斯（Kornél Lajos Weisz），1920年移民美国后，改用英文名科尼利厄斯·路易斯·王尔德（Cornelius Louis Wilde）。
王尔德曾在纽约市立学院攻读医学预科，并获得哥伦比亚大学内外科医学院（Physicians and Surgeons College）的奖学金。1933年，王尔德就读哥伦比亚大学。他爱好击剑，曾是纽约运动俱乐部会员，也曾参加哥伦比亚雄狮击剑队（Columbia Lions）。
毕业后，他零星地写过一些剧本。1940年，劳伦斯·奥利维尔邀请他当百老汇戏剧《罗密欧与朱丽叶》的击剑教练，并在该剧中饰演提伯尔特。他的表现赢得了华纳兄弟的好莱坞电影合同，之后又转到20世纪福克斯旗下。
1950年代，他和第二任妻子简·华莱士（Jean Wallace）成立了一个制片公司，他们制作的第一部作品是《大爵士乐队》（1955）。